# 南本雅明康斯坦特
南本雅明康斯坦特是巴西南大河州的一个市镇。总面积132.396平方公里，总人口2256人，人口密度17人/平方公里。